# Rhabdochaeta subspinosa
Rhabdochaeta subspinosa är en tvåvingeart som beskrevs av Mario Bezzi 1924. Rhabdochaeta subspinosa ingår i släktet Rhabdochaeta och familjen borrflugor.
Artens utbredningsområde är Uganda. Inga underarter finns listade i Catalogue of Life.